# QuteCom
QuteCom (voorheen WengoPhone) was een opensource-VoIP-programma dat onder de GPL werd ontwikkeld door de OpenWengo-gemeenschap. Vanaf versie 2.0 kan het tevens worden gebruikt voor multi-instant-messaging. Het programma was geschikt voor Linux, Mac OS X en Windows. Er was ook een versie in de vorm van een Mozilla Firefox-extensie beschikbaar.
QuteCom maakt het voor gebruikers mogelijk om gratis van de ene computer naar de andere computer te bellen (audio en video), waarbij gebruik wordt gemaakt van het SIP-protocol. Daarnaast bestaat de optie om (meestal tegen betaling) naar conventionele telefoonnummers te bellen en te sms'en.

## Geschiedenis
De ontwikkeling van QuteCom begon in september 2004. De eerste versie die werd vrijgegeven was versie 0.949. De laatste versie van hetgeen anno 2006 WengoPhone Classic wordt genoemd, is 0.99 RC8.
Eind 2005 begon de ontwikkeling van WengoPhone 2.0 NG (Next Generation). Na een aantal bètaversies werd op 7 juli 2006 de eerste release candidate vrijgegeven.
Daartussenin werd de QuteCom Firefox-extensie uitgebracht. Deze is inmiddels niet meer beschikbaar.
Op 1 december 2006 werd er een ontwikkelversie van versie 2.0 uitgebracht, die aan het publiek als stabiele versie werd gepresenteerd.
Op 15 mei 2007 werd, na enkele release candidates, versie 2.1 vrijgegeven.
Op 28 januari 2008 stopte Wengo met zijn ondersteuning en werd deze overgenomen door hun partner MBDSYS en werd de software omgedoopt tot QuteCom.

## Ontwikkeling
QuteCom wordt ontwikkeld door de OpenWengo-gemeenschap. OpenWengo wordt gesponsord door de VOIP-aanbieder Wengo. Het doel van OpenWengo-gemeenschap is om een aangenaam en vriendelijk, maar wel productief centrum te zijn voor de ontwikkeling van opensourcesoftware gerelateerd aan VoIP-technologie.

## Techniek
Verbindingen van pc naar pc zijn van hifi-kwaliteit. Voor audio wordt gebruikgemaakt van verschillende audiocodecs, zoals iLBC, AMR-WB, PCMA, PCMU, AMR en GSM. Voor de videoconferenties wordt gebruikgemaakt van ffmpeg.
Omdat Wengo gebruikmaakt van het SIP-protocol, is het tevens mogelijk om naar gebruikers van andere SIP-aanbieders te bellen. Weliswaar maakt WengoPhone standaard gebruik van Wengo, maar het is mogelijk om de instellingen zo te veranderen dat gebruikgemaakt kan worden van de diensten van andere SIP-aanbieders.

## Gebruikersinterface
De gebruikersinterface lijkt sterk op die van andere VoIP-software, zoals Gizmo5 en Skype. Door middel van tabs (in 2.0) kan de gebruiker eenvoudig schakelen tussen de verschillende functies.
De gebruikersinterface maakt gebruik van Qt en is het geprogrammeerd in C++.

## Versie 2.0
Vanaf versie 2.0 is het ook mogelijk om gebruik te maken van meerdere instant-messagingnetwerken. Hierbij wordt intern gebruikgemaakt van Gaim. De volgende IM-netwerken worden ondersteund:
- MSN Messenger
- AIM/ICQ
- Yahoo! Messenger
- Google Talk (XMPP)